# Louis Néel
Louis Eugène Félix Néel (Lyon, 22 november 1904 – Brive-la-Gaillarde, 17 november 2000) was een Frans natuurkundige die in 1970 de Nobelprijs voor de Natuurkunde kreeg voor zijn fundamentele verrichtingen en ontdekkingen betreffende antiferromagnetisme en ferrimagnetisme, die hebben geleid tot belangrijke toepassingen in de vastestoffysica. Naar Néel is onder andere de Néeltemperatuur vernoemd.

## Leven
Louis Néel werd op 22 november 1904 geboren in Lyon als zoon van Louis Néel en Antoinette Hartmeyer. Néel studeerde aan de École Normale Supérieure van 1924 tot 1928, waar hij aansluitend werd benoemd tot docent. In 1931 trouwde hij met Hélène Hourticq, met haar kreeg hij twee dochters en één zoon.
Het jaar daarop, 1932, promoveerde hij aan de universiteit van Straatsburg onder Pierre Weiss, waar hij in 1937 werd benoemd tot hoogleraar aan de wetenschappelijke faculteit van die universiteit. Tijdens de Tweede Wereldoorlog zette Néel zijn onderzoek voort aan het Fourier-instituut in Grenoble.
Vanaf 1945 tot 1976 was hij hoogleraar aan de Faculté des Sciences de Grenoble. Naast het hoogleraarschap vervuld hij ook een aantal bestuursfuncties bij wetenschappelijke instellingen, waaronder:
- Directeur van het Centre d'études nucléaires te Grenoble (CENG) - van 1949 tot 1969 lid van de raad van bestuur.
- Directeur van het Laboratoire des essais mécaniques van het Institut polytechnique de Grenoble (1942-1953)
- Oprichter en directeur van het Laboratoire d'électrostatique et de physique du métal te Grenoble (1946-1970)
- Directeur van het Laboratoire de magnétisme te Grenoble (1971-1976)

## Werk
Toen Néel aan zijn doctoraalonderzoek begon maakte de Duitse fysicus Werner Heisenberg bekend dat magnetische aantrekking in ferromagnetische materialen (ijzer, nikkel en kobalt) wordt opgewekt door naburige atomen (of ionen) die een oriëntatie in dezelfde richting verkrijgen. Heisenberg toonde ook aan dat de uitlijning van magnetische momenten – de kleine hoeveelheid magnetisme rond elk atoom – parallel wordt bij lage temperaturen.
In 1930, voortbouwend op het werk van Heisenberg, suggereerde Néel dat er ook "antiferromagnetische" stoffen bestaan, waarbij de magnetische momenten van naburige atomen of ionen zich tegengesteld aan elkaar oriënteren zodanig dat het resulterend magnetisch moment nul is. Dit wordt onder andere waargenomen in stoffen als mangaan(II)oxide (MnO), waar het magnetisch moment van de mangaan- en zuurstofatomen gelijk en parallel zijn, maar een tegengestelde richting hebben.
Deze heruitlijning (of magnetische ordening) treedt pas op bij zeer lage temperaturen, een temperatuur die tegenwoordig bekend is als het Néelpunt of Néeltemperatuur. Boven deze temperatuur wordt de heruitlijning van de magnetische momenten verstoord en gedraagt een antiferromagneet zich paramagnetisch.
Na de oorlog ontwikkelde hij het concept van ferrimagnetische stoffen, stoffen waarbij de magnetische momenten ongelijk zijn. Ferrimagnetische stoffen, zoals ferriet, delen bepaalde eigenschappen van ferromagnetische elementen met bepaalde eigenschappen van antiferromagnetische elementen
Voor zijn werk en ontdekkingen betreffende antiferromagnetisme en ferrimagnetisme ontving Néel de Nobelprijs voor de Natuurkunde, een prijs die hij deelde met Hannes Alfvén voor diens onderzoek naar magnetohydrodynamica.